# Rhacochelifer similis
Rhacochelifer similis es una especie de arácnido del orden Pseudoscorpionida de la familia Cheliferidae.

## Distribución geográfica
Se encuentra en Egipto y Libia.